# Art nouveau in Brussel

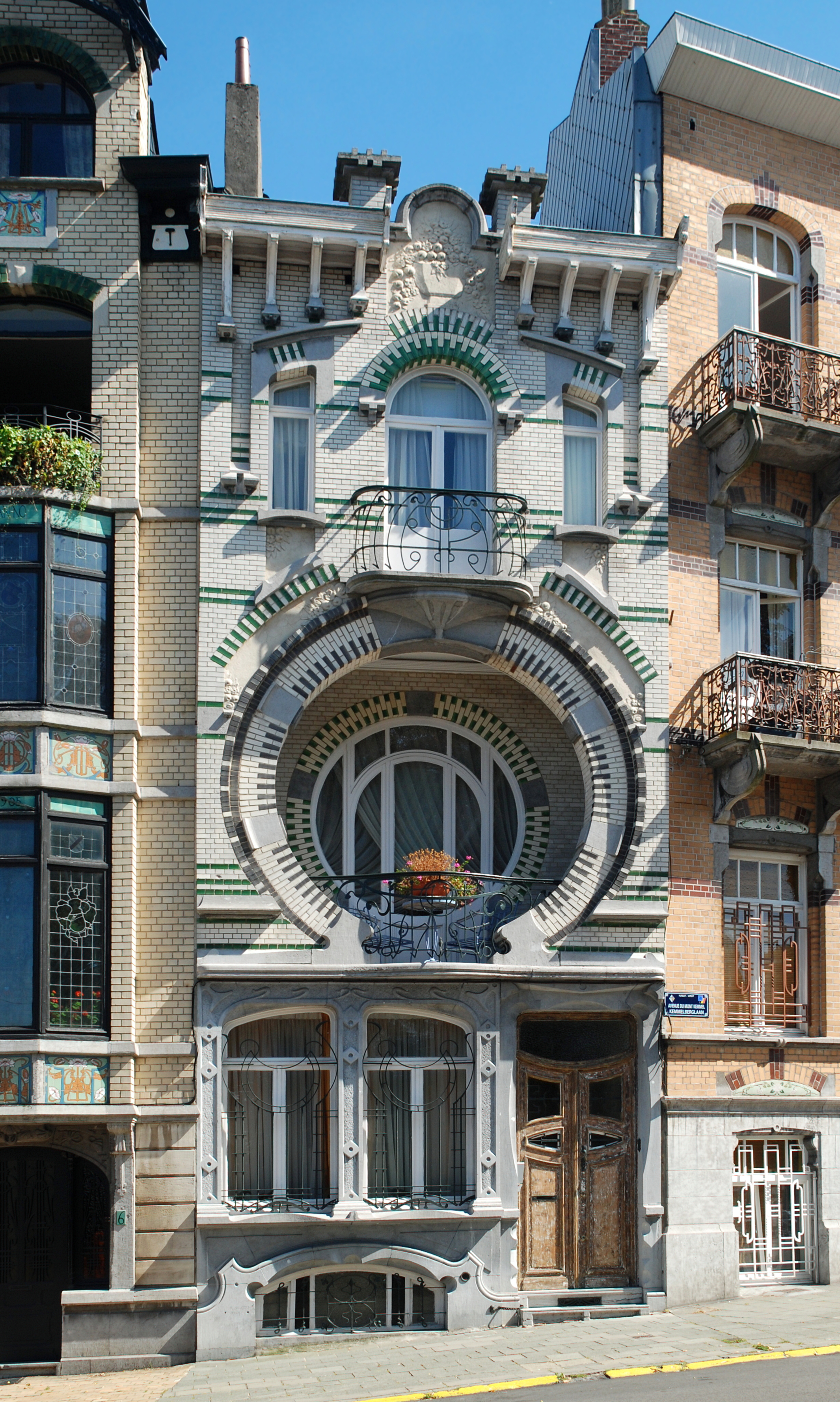
Het Nelissenhuis in Vorst, een voorbeeld van de "geometrische art-nouveau" in Brussel.

Dit artikel bevat een lijst van gebouwen in art-nouveaustijl in Brussel, België.

## Geschiedenis
De art nouveau is een artistieke beweging die eind 19e eeuw opkwam als reactie op de Europese academische kunst van de 19e eeuw. In een bewust modernisme brak de art nouveau met de historiserende architectuur en de klassieke referenties die gangbaar waren aan het begin van de belle époque. In Brussel, de wieg van de beweging, nam dit diverse vormen aan. De vroege Horta introduceerde een esthetiek van gebogen lijnen, geïnspireerd op natuurlijke vormen en structuren. Paul Hankar en zijn volgelingen hanteerden een geometrische eerder dan vegetale stijl.
Hotel Tassel wordt veelal beschouwd als het eerste architectonische werk in art-nouveaustijl in Brussel. Het gebouw, dat dateert van 1893, was een schepping van de architect Victor Horta en diens bouwstijl vond al snel navolging onder zijn collega's. Een aantal Brusselse buitenwijken, zoals Schaarbeek, Etterbeek, Elsene en Sint-Gillis, waren in ontwikkeling tijdens het hoogtepunt van de art nouveau en bezitten een groot aantal gebouwen in die stijl.
Ondanks de sloop van veel panden tussen het eind van de Tweede Wereldoorlog en het eind van de jaren 1960, telt Brussel nog meer dan 500 gebouwen in art-nouveaustijl.

## Werelderfgoed
Onder het Brusselse werk van Victor Horta zijn vier gebouwen in 2000 ingeschreven als werelderfgoed onder de noemer "Grote stadswoningen van architect Victor Horta (Brussel)": De hotels Tassel, Solvay, van Eetvelde en het Hortahuis (tegenwoordig Hortamuseum).
Het Stocletpaleis, gebouwd tussen 1905 en 1911 door de Oostenrijkse architect Josef Hoffmann, een van de oprichters van de Wiener Secession, is sinds 2009 eveneens ingeschreven als werelderfgoed.

## Gebouwen

### Stadscentrum
| Gebouw                                           | Architect                      | Adres                                  | Gemeente            | Datum     | Coördinaten                   | Foto |
| ------------------------------------------------ | ------------------------------ | -------------------------------------- | ------------------- | --------- | ----------------------------- | ---- |
| Voormalig warenhuis Waucquez                     | Victor Horta                   | Zandstraat 20                          | Brussel             | 1903-1906 | 50° 51' 4" NB, 4° 21' 36" OL  |      |
| Voormalige magasins Wolf                         | Louis Bral                     | Vaartstraat 11/13                      | Brussel             | 1905      | 50° 51' 17" NB, 4° 21' 6" OL  |      |
| Voormalige juwelierszaak Wolfers Frères          | Victor Horta                   | Arenbergstraat 11/13                   | Brussel             | 1909-1912 | 50° 50' 53" NB, 4° 21' 24" OL |      |
| Chemiserie Niguet (winkelpui)                    | Paul Hankar                    | Koningsstraat 13                       | Brussel             | 1896      | 50° 50' 53" NB, 4° 21' 48" OL |      |
| Cité Hellemans                                   | Émile Hellemans                | Blaesstraat en omgeving                | Brussel             | 1905-1914 |                               |      |
| Grande Maison de Blanc (keramiek)                | Henri Privat-Livemont          | Kiekenmarkt 32/34                      | Brussel             | 1897      | 50° 50' 56" NB, 4° 21' 4" OL  |      |
| Hotel Frison                                     | Victor Horta                   | Lebeaustraat 37                        | Brussel             | 1894-1895 | 50° 50' 33" NB, 4° 21' 15" OL |      |
| Hotel Gresham                                    | Léon Govaerts                  | Koningsplein 3                         | Brussel             | 1900-1901 | 50° 50' 31" NB, 4° 21' 31" OL |      |
| Hotel Métropole (interieur)                      | Alban Chambon                  | De Brouckèreplein                      | Brussel             | 1893      | 50° 51' 5" NB, 4° 21' 13" OL  |      |
| Kleuterschool nº15 van Brussel                   | Victor Horta                   | Sint-Gisleinsstraat 40                 | Brussel             | 1895-1899 | 50° 50' 21" NB, 4° 20' 52" OL |      |
| Magasin Marjolaine (winkelpui)                   | Léon Sneyers                   | Magdalenasteenweg 7                    | Brussel             | 1904      | 50° 50' 46" NB, 4° 21' 17" OL |      |
| Cortvriendt-huis                                 | Léon Sneyers                   | Nancystraat 6/8                        | Brussel             | 1900      | 50° 50' 23" NB, 4° 20' 53" OL |      |
| Koninklijke Musea voor Schone Kunsten van België | Gillion-Crowetcollectie        | Regentschapsstraat 3                   | Brussel             |           | 50° 50' 31" NB, 4° 21' 28" OL |      |
| Old England                                      | Paul Saintenoy                 | Hofbergstraat 2                        | Brussel             | 1898-1899 | 50° 50' 34" NB, 4° 21' 32" OL |      |
| Palace Hotel                                     | Adhémar Lener en Antoine Pompe | Rogierplein 22/24 en Ginestestraat 3/5 | Sint-Joost-ten-Node | 1898-1899 | 50° 51' 20" NB, 4° 21' 34" OL |      |
| Wijnpaleis                                       | Fernand Symons                 | Huidevettersstraat 58/62               | Brussel             | 1901      | 50° 50' 23" NB, 4° 20' 48" OL |      |
| Taverne-restaurant Falstaff                      | E.Houbion                      | Henri Mausstraat 17/19                 | Brussel             | 1903      | 50° 50' 52" NB, 4° 20' 60" OL |      |

### Louizawijk en Elsene
| Gebouw                                | Architect                                     | Adres                              | Gemeente    | Bouwjaar  | Coördinaten                   | Foto |
| ------------------------------------- | --------------------------------------------- | ---------------------------------- | ----------- | --------- | ----------------------------- | ---- |
| Atelier van meester-glazenier Sterner | Ernest Delune                                 | Meerstraat 6                       | Elsene      | 1902      | 50° 49' 28" NB, 4° 22' 15" OL |      |
| Hotel Ciamberlani                     | Paul Hankar                                   | Defacqzstraat 48                   | Elsene      | 1897      | 50° 49' 40" NB, 4° 21' 35" OL |      |
| Hotel De Brouckère                    | Octave van Rysselberghe en Henry Van de Velde | Jakob Jordaensstraat 34            | Brussel     | 1896      | 50° 49' 15" NB, 4° 22' 8" OL  |      |
| Hotel van baron Buffin                | Henri Jacobs                                  | Carolystraat 19                    | Elsene      | 1904      | 50° 50' 19" NB, 4° 22' 12" OL |      |
| Hotel José Ciamberlani                | Paul Hankar                                   | Paul Emile Jansonstraat 13/15      | Elsene      | 1897      | 50° 49' 39" NB, 4° 21' 39" OL |      |
| Hotel Max Hallet                      | Victor Horta                                  | Louizalaan 346                     | Brussel     | 1903-1904 | 50° 49' 20" NB, 4° 22' 10" OL |      |
| Hotel Otlet                           | Octave van Rysselberghe                       | Livornostraat 48                   | Brussel     | 1894-1898 | 50° 49' 47" NB, 4° 21' 35" OL |      |
| Hotel René Janssens                   | Paul Hankar                                   | Defacqzstraat 50                   | Elsene      | 1898      | 50° 49' 40" NB, 4° 21' 35" OL |      |
| Hotel Solvay (werelderfgoed)          | Victor Horta                                  | Louizalaan 224                     | Brussel     | 1895-1898 | 50° 49' 35" NB, 4° 21' 55" OL |      |
| Hotel Tassel (werelderfgoed)          | Victor Horta                                  | Paul Emile Jansonstraat 6          | Brussel     | 1893      | 50° 49' 40" NB, 4° 21' 43" OL |      |
| Huizen                                | Ernest Blerot                                 | Belle-Vuestraat 30/32/42/44/46     | Brussel     |           | 50° 49' 14" NB, 4° 22' 19" OL |      |
| Huis                                  | Ernest Blerot                                 | Klauwaartslaan 15/16               | Elsene      | 1907      | 50° 49' 18" NB, 4° 22' 30" OL |      |
| Huis                                  | Ernest Blerot                                 | Generaal de Gaullelaan 38/39       | Elsene      | 1904      | 50° 49' 26" NB, 4° 22' 19" OL |      |
| Huis                                  | Armand Van Waesberghe                         | Faiderstraat 85                    | Elsene      | 1900      | 50° 49' 37" NB, 4° 21' 34" OL |      |
| Huis                                  | Leon Delune                                   | Elyzeese Veldenstraat 74           | Elsene      | 1910      | 50° 49' 46" NB, 4° 22' 7" OL  |      |
| Huis                                  | Paul Hamesse                                  | Elyzeese Veldenstraat 72           | Elsene      | 1908      | 50° 49' 46" NB, 4° 22' 7" OL  |      |
| Woning Beukman                        | Albert Roosenboom                             | Faiderstraat 83                    | Elsene      | 1900      | 50° 49' 37" NB, 4° 21' 34" OL |      |
| Maison de l'Entrepreneur              | Édouard Pelseneer                             | Malibranstraat 47                  | Elsene      | 1900      | 50° 49' 49" NB, 4° 22' 24" OL |      |
| Hankarhuis                            | Paul Hankar                                   | Defacqzstraat 71                   | Sint-Gillis | 1893      | 50° 49' 38" NB, 4° 21' 28" OL |      |
| Sander Pierronhuis                    | Victor Horta                                  | Waterleidingsstraat 157            | Elsene      | 1903      | 50° 49' 25" NB, 4° 21' 21" OL |      |
| Van Rysselberghehuis                  | Octave van Rysselberghe                       | Livornostraat 83                   | Elsene      | 1912      | 50° 49' 41" NB, 4° 21' 39" OL |      |
| Vinckhuis                             | Victor Horta                                  | Washingtonstraat 85                | Elsene      | 1903      | 50° 49' 41" NB, 4° 21' 39" OL |      |
| Atelierwoning van Géo Ponchon         |                                               | Kruisstraat 25                     | Elsene      | 1898      | 50° 49' 53" NB, 4° 21' 57" OL |      |
| Atelierwoning van Taymans             | Paul Hamesse                                  | Elyzeese Veldenstraat 6            | Elsene      | 1906      | 50° 49' 55" NB, 4° 21' 58" OL |      |
| Sequentie                             | Ernest Blerot                                 | Ernest Solvaystraat 12 tot 22      | Elsene      | 1900      | 50° 50' 10" NB, 4° 21' 51" OL |      |
| Sequentie                             | Ernest Blerot                                 | Sint-Bonifaasstraat 15/17/19/20/22 | Elsene      | 1900      | 50° 50' 10" NB, 4° 21' 51" OL |      |
| Vitrail La Vague                      | Raphaël Évaldre en Henri Privat-Livemont      | Gewijde-Boomstraat 123             | Elsene      | 1897      | 50° 49' 50" NB, 4° 21' 50" OL |      |

### Wijk van de Squares en Jubelpark
| Gebouw                                       | Architect             | Adres                     | Gemeente            | Bouwjaar  | Coördinaten                   | Foto |
| -------------------------------------------- | --------------------- | ------------------------- | ------------------- | --------- | ----------------------------- | ---- |
| Atelier Potvin                               | Paul Hamesse          | Keizer Karelstraat 103    | Brussel             | 1898      | 50° 50' 57" NB, 4° 23' 11" OL |      |
| Hotel Defize                                 | Léon Govaerts         | Palmerstonlaan 14         | Brussel             | 1898-1900 | 50° 50' 50" NB, 4° 22' 52" OL |      |
| Hotel Deprez-Van de Velde                    | Victor Horta          | Palmerstonlaan 3          | Brussel             | 1896-1899 | 50° 50' 48" NB, 4° 22' 50" OL |      |
| Hotel van Eetvelde (werelderfgoed)           | Victor Horta          | Palmerstonlaan 2/4        | Brussel             | 1895-1897 | 50° 50' 50" NB, 4° 22' 50" OL |      |
| Huis                                         | Gustave Strauven      | Saint-Quentinstraat 30/32 | Brussel             | 1899      | 50° 50' 43" NB, 4° 22' 51" OL |      |
| Huis                                         | Armand Van Waesberghe | Filips de Goedestraat 55  | Brussel             | 1898      | 50° 50' 51" NB, 4° 22' 38" OL |      |
| Huis                                         | Armand Van Waesberghe | Gutenbergsquare 5         | Brussel             | 1898      | 50° 50' 51" NB, 4° 22' 38" OL |      |
| Huis                                         | Victor Taelemans      | Filips de Goedestraat 70  | Brussel             | 1901      | 50° 50' 51" NB, 4° 22' 37" OL |      |
| Huis                                         | Armand Van Waesberghe | Brabançonnelaan 50/52     | Schaarbeek          | 1898      | 50° 50' 57" NB, 4° 23' 7" OL  |      |
| Cauchiehuis                                  | Paul Cauchie          | Frankenstraat 5           | Etterbeek           | 1905      | 50° 50' 18" NB, 4° 23' 43" OL |      |
| Quacker House                                | Georges Hobé          | Square Ambiorix 50        | Brussel             | 1899      | 50° 50' 51" NB, 4° 22' 55" OL |      |
| Saint-Cyrhuis                                | Gustave Strauven      | Square Ambiorix 11        | Brussel             | 1901-1903 | 50° 50' 52" NB, 4° 23' 2" OL  |      |
| Strauvenhuis                                 | Gustave Strauven      | Lutherstraat 28           | Brussel             | 1902      | 50° 51' 2" NB, 4° 23' 7" OL   |      |
| Van den Heedehuis                            | Gustave Strauven      | Troonsafstandsstraat 4    | Brussel             | 1902      | 50° 51' 0" NB, 4° 23' 11" OL  |      |
| Van Dyckhuis                                 | Gustave Strauven      | Clovislaan 85/87          | Brussel             | 1900      | 50° 51' 0" NB, 4° 22' 51" OL  |      |
| Atelierwoning van beeldhouwer Pierre Braecke | Victor Horta          | Troonsafstandsstraat 31   | Brussel             | 1901-1903 | 50° 50' 60" NB, 4° 23' 12" OL |      |
| Stocletpaleis (werelderfgoed)                | Josef Hoffmann        | Tervuerenlaan 271         | Sint-Pieters-Woluwe | 1906-1911 | 50° 50' 6" NB, 4° 24' 58" OL  |      |

### Sint-Gillis en Vorst
| Gebouw                                            | Architect                          | Adres                          | Gemeente    | Bouwjaar     | Coördinaten                   | Foto |
| ------------------------------------------------- | ---------------------------------- | ------------------------------ | ----------- | ------------ | ----------------------------- | ---- |
| Atelier van Jacques Sermon en Henri Pletinckx     | Richard Pringiers                  | Arthur Diderichstraat 47       | Sint-Gillis | 1900         | 50° 49' 21" NB, 4° 20' 37" OL |      |
| Kliniek van Dokter Van Neck                       | Antoine Pompe                      | Henri Wafelaertsstraat 53      | Sint-Gillis | 1910         | 50° 49' 16" NB, 4° 21' 0" OL  |      |
| Rodenbachschool                                   | Henri Jacobs                       | Rodenbachstraat 33             | Vorst       | 1905         | 50° 49' 10" NB, 4° 20' 39" OL |      |
| Hotel Hannon                                      | Jules Brunfaut                     | Verbindingslaan 1              | Sint-Gillis | 1902         | 50° 49' 15" NB, 4° 21' 8" OL  |      |
| Hotel Winssinger                                  | Victor Horta                       | Munthofstraat 66               | Sint-Gillis | 1894         | 50° 49' 52" NB, 4° 20' 55" OL |      |
| De Beckhuis                                       | Gustave Strauven                   | Paul Dejaerlaan 9              | Sint-Gillis | 1902         | 50° 49' 35" NB, 4° 20' 41" OL |      |
| Arbeiderswoningen                                 | Henri Jacobs                       | Rodenbachstraat 14 tot 22      | Vorst       | 1901         | 50° 49' 12" NB, 4° 20' 40" OL |      |
| Arbeiderswoningen                                 | Léon Govaerts                      | Marconistraat 32               | Vorst       | 1901         | 50° 49' 12" NB, 4° 20' 37" OL |      |
| Magasin Forge                                     | Paul Hankar                        | Paul Dejaerlaan 6              | Sint-Gillis | 1898         | 50° 49' 35" NB, 4° 20' 42" OL |      |
| Huis                                              | Ernest Blerot                      | Brugmannlaan 120/122/124       | Vorst       | 1904         | 50° 49' 4" NB, 4° 21' 3" OL   |      |
| Huis                                              | Alphonse Boelens                   | Biesmelaan 103                 | Vorst       | 1903         | 50° 49' 16" NB, 4° 20' 25" OL |      |
| Huis                                              | Benjamin De Lestré de Fabribeckers | Afrikastraat 92                | Sint-Gillis | 1905         | 50° 49' 30" NB, 4° 21' 27" OL |      |
| Huis                                              | Camille Damman                     | Demeurlaan 51                  | Sint-Gillis | 1905         | 50° 49' 31" NB, 4° 20' 40" OL |      |
| Huis                                              | Paul Vizzavona                     | Roemeniëstraat 40              | Sint-Gillis | 1905         | 50° 49' 39" NB, 4° 21' 1" OL  |      |
| Aglavehuis                                        | Paul Hankar                        | Antoine Bréartstraat 7         | Sint-Gillis | 1898         | 50° 49' 27" NB, 4° 20' 60" OL |      |
| Forgehuis                                         | Paul Hankar                        | Adolphe Demeurlaan 6           | Sint-Gillis | 1898         | 50° 49' 32" NB, 4° 20' 50" OL |      |
| Géo Bernierhuis                                   | Paul Hamesse                       | Hervormingsstraat 4            | Elsene      |              | 50° 49' 15" NB, 4° 21' 18" OL |      |
| Gouwelooshuis                                     | Paul Hankar                        | Ierlandstraat 70               | Sint-Gillis | 1896         | 50° 49' 33" NB, 4° 21' 9" OL  |      |
| Atelierwoning Horta (Hortamuseum) (werelderfgoed) | Victor Horta                       | Amerikaansestraat 23/25        | Sint-Gillis | 1898-1901    | 50° 49' 27" NB, 4° 21' 19" OL |      |
| Huizengroep Hannon (Maison les Hiboux)            | Édouard Pelseneer                  | Brugmannlaan 55                | Sint-Gillis | 1899         | 50° 49' 16" NB, 4° 21' 9" OL  |      |
| Nelissenhuis                                      | Arthur Nelissen                    | Kemmelberglaan 5               | Vorst       | 1905         | 50° 49' 19" NB, 4° 20' 27" OL |      |
| Peereboomhuis                                     | Georges Peereboom                  | Jef Lambeauxlaan 8 en 12       | Sint-Gillis | 1898         | 50° 49' 26" NB, 4° 20' 46" OL |      |
| Atelierwoning van Georges Lemmers                 | Gabriel Charle                     | Hervormingsstraat 74           | Elsene      | 1904         | 50° 49' 12" NB, 4° 21' 31" OL |      |
| Atelierwoning van beeldhouwer Fernand Dubois      | Victor Horta                       | Brugmannlaan 80                | Vorst       | 1904         | 50° 49' 9" NB, 4° 21' 6" OL   |      |
| Atelierwoning van Louise de Hem                   | Ernest Blerot of Louise de Hem     | Darwinlaan 15/17               | Vorst       | 1902 en 1905 | 50° 49' 6" NB, 4° 21' 6" OL   |      |
| Dewinhuizen                                       | Jean-Baptiste Dewin                | Molièrelaan 151 en 172         | Vorst       | 1905 en 1910 | 50° 48' 58" NB, 4° 20' 52" OL |      |
| Hanssenshuizen                                    | Paul Hankar                        | Ducpétiauxlaan 13/15           | Vorst       | 1895         | 50° 49' 26" NB, 4° 21' 11" OL |      |
| Jasparhuizen                                      | Paul Hankar                        | Stenen-Kruisstraat 76/78/80    | Sint-Gillis | 1894         | 50° 49' 45" NB, 4° 21' 6" OL  |      |
| Sequentie                                         | Jean-Pierre Van Oostveen           | Waterloosesteenweg 246 tot 256 | Sint-Gillis | 1901         | 50° 49' 34" NB, 4° 20' 48" OL |      |
| Blerotsequentie                                   | Ernest Blerot                      | Vanderschrickstraat 1 tot 25   | Sint-Gillis | 1900 en 1902 | 50° 49' 55" NB, 4° 20' 41" OL |      |

### Schaarbeek
| Gebouw           | Architect          | Adres                                    | Gemeente   | Bouwjaar  | Coördinaten                   | Foto |
| ---------------- | ------------------ | ---------------------------------------- | ---------- | --------- | ----------------------------- | ---- |
| Josaphatschool   | Henri Jacobs       | Josaphatstraat 229 en Bijenkorfstraat 30 | Schaarbeek | 1907      | 50° 51' 44" NB, 4° 22' 31" OL |      |
| Huis Verhaege    | Gustave Strauven   | Louis Bertrandlaan 43                    | Schaarbeek | 1906      | 50° 51' 49" NB, 4° 22' 33" OL |      |
| Huis             | François Hemelsoet | Louis Bertrandlaan 38                    | Schaarbeek |           | 50° 51' 50" NB, 4° 22' 33" OL |      |
| Huis             | Henri Jacobs       | Maarschalk Fochlaan 7/11                 | Schaarbeek | 1904      | 50° 52' 6" NB, 4° 22' 26" OL  |      |
| Huis             | François Hemelsoet | Eugène Demolderlaan 22/24/26             | Schaarbeek | 1906      | 50° 52' 19" NB, 4° 22' 38" OL |      |
| Huis             | Henri Jacobs       | Eugène Demolderlaan 40                   | Schaarbeek | 1910-1913 | 50° 52' 20" NB, 4° 22' 40" OL |      |
| Huis             | François Hemelsoet | Albert Giraudlaan 9/11/13                | Schaarbeek | 1912      | 50° 52' 26" NB, 4° 22' 42" OL |      |
| Autrique-huis    | Victor Horta       | Haachtsesteenweg 266                     | Schaarbeek | 1893      | 50° 51' 48" NB, 4° 22' 23" OL |      |
| Huis Devalck     | Gaspard Devalck    | André Van Hasseltstraat 32/34            | Schaarbeek | 1899      | 50° 51' 12" NB, 4° 22' 47" OL |      |
| Henri Jacobshuis | Henri Jacobs       | Maarschalk Fochlaan 9                    | Schaarbeek | 1900      | 50° 52' 6" NB, 4° 22' 27" OL  |      |
| Huizen           | François Hemelsoet | Sleeckxlaan 34 tot 44                    | Schaarbeek | 1910-1912 | 50° 52' 25" NB, 4° 22' 51" OL |      |

### Overige wijken
| Gebouw                                 | Architect          | Adres                                 | Gemeente               | Bouwjaar | Coördinaten                   | Foto |
| -------------------------------------- | ------------------ | ------------------------------------- | ---------------------- | -------- | ----------------------------- | ---- |
| Hotel Cohn-Donnay                      | Paul Hamesse       | Koningsstraat 316                     | Sint-Joost-ten-Node    | 1904     | 50° 51' 27" NB, 4° 22' 3" OL  |      |
| Delunehuis                             | Leon Delune        | Franklin Rooseveltlaan 86             | Brussel                | 1904     | 50° 48' 32" NB, 4° 23' 4" OL  |      |
| Govaertshuis                           | Léon Govaerts      | De Liedekerkestraat 112               | Sint-Joost-ten-Node    | 1899     | 50° 51' 8" NB, 4° 22' 29" OL  |      |
| Mayereshuis                            | Michel Mayeres     | Warmoesstraat 150                     | Sint-Joost-ten-Node    | 1904     | 50° 51' 21" NB, 4° 22' 26" OL |      |
| Atelierwoning van schilder Émile Fabry | Émile Lambot       | St Michielskollegestraat 6            | Sint-Pieters-Woluwe    | 1902     | 50° 50' 5" NB, 4° 24' 49" OL  |      |
| Huizen                                 |                    | Kruisdagenlaan 15 tot 21 en 39 tot 43 | Sint-Lambrechts-Woluwe |          | 50° 50' 34" NB, 4° 24' 17" OL |      |
| Villa de Bloemenwerf                   | Henry Van de Velde | Vanderaeylaan 80                      | Ukkel                  | 1895     | 50° 47' 45" NB, 4° 20' 36" OL |      |
| Villa Pelseneer                        | Édouard Pelseneer  | Winston Churchilllaan 51              | Ukkel                  | 1910     | 50° 48' 44" NB, 4° 21' 3" OL  |      |

## Gesloopte panden
- Brussel :
  - Volkshuis, Victor Horta, Joseph Stevensstraat (1896-1898, gesloopt in 1965)
  - Hotel Aubecq, Victor Horta, Louizalaan 520 (1899-1902, gesloopt in 1950)
- Elsene : Blerothuis, Vilain XIIII-straat 1 (1901-1908, gesloopt in 1965)